# 脳浮腫
脳浮腫（のうふしゅ、英: cerebral edema、独: Hirnödem）は、脳実質内に異常な水分貯留を生じ、脳容積が増大した状態である。脳腫脹（英: brain swelling、独: Hirnschwellung）も同義である。

## 概要
脳浮腫は脳腫瘍、脳血管障害、頭部外傷、感染など、頭蓋内病変に起因する。また、呼吸障害や各種中毒、代謝障害など、頭蓋外病変によって起こることもある。
脳浮腫の機序については古くから研究され、1967年、Klatzoは、血液脳関門が障害されて血管透過性が高まり、血清タンパクの漏出により水分が主として細胞外腔に溜まる vasogenic edema と、代謝異常により細胞膜のイオンの出入りが障害され、主として細胞内に水分が溜まる cytotoxic edema の2つの型を提唱した。この考え方は現代に受け継がれているが、臨床的にはこの2つの型の明確な区別は非常に困難である。
脳浮腫においては、頭蓋腔が閉鎖腔であるために頭蓋内圧亢進と密接に関係することに特殊性がある。脳浮腫による異常な水分貯留は脳組織圧、頭蓋内圧を上昇させ、これが脳血流低下による脳低酸素状態を引き起こし、さらに脳浮腫を増悪させる悪循環を招く。したがって、脳浮腫を処置しなければ頭蓋内圧亢進を来し、さらに脳ヘルニアを起こし、死の転帰をとることも多い。
治療にはステロイド療法やグリセロールやマンニトールなどの高張液療法が行われるが、原因疾患の内科的、外科的治療が重要である。場合によっては緊急開頭手術によって頭蓋骨の一部を取り外し、圧力を逃がすこともある。

## 原因
高血圧が原因で起こる脳出血が最も多く、全体の70%を占め、血管の病変をみてみると、脳内の100 - 300μmの細い小動脈に血管壊死（けっかんえし）という動脈硬化を基盤とした病変ができ、これに伴ってできる小動脈瘤（小さな血管のこぶ）の破裂が脳出血の原因になる。そのほか、脳動脈瘤、脳動静脈奇形の破綻、腫瘍内出血、脳外傷、白血病などの血液疾患が原因となる場合もある。高齢者では血管の壁に老人性変化のひとつであるアミロイドが沈着して脳出血の原因になることがある。